# هارالد گنزمر
هارالد گنزمر (آلمانی: Harald Genzmer; ۹ فوریهٔ ۱۹۰۹ – ۱۶ دسامبر ۲۰۰۷) آهنگساز کلاسیک اهل آلمان بود.
از افتخارات وی میتوان به کسب مدال برنز موسیقی تک‌نوای و کر در بخش مسابقات هنری بازی‌های المپیک تابستانی ۱۹۳۶ اشاره کرد.